# Gmina Puck
Gmina Puck je kašubská vesnická gmina, která se nachází u pobřeží Pucké zátoky Baltského moře v okrese Puck v Pomořském vojvodství v severním Polsku. Správním střediskem gminy je okresní město Puck.

## Členění gminy
Gmina je složena z 27 sołectví: Błądzikowo, Brudzewo, Celbowo, Darzlubie, Domatowo, Domatówko, Gnieżdżewo, Leśniewo, Łebcz, Mechowo, Mieroszyno, Mrzezino, Osłonino, Połchowo, Połczyno, Radoszewo, Rekowo Górne, Rzucewo, Sławutowo, Smolno, Starzyno, Starzyński Dwór, Strzelno, Swarzewo, Werblinia, Zdrada, Żelistrzewo.

## Galerie

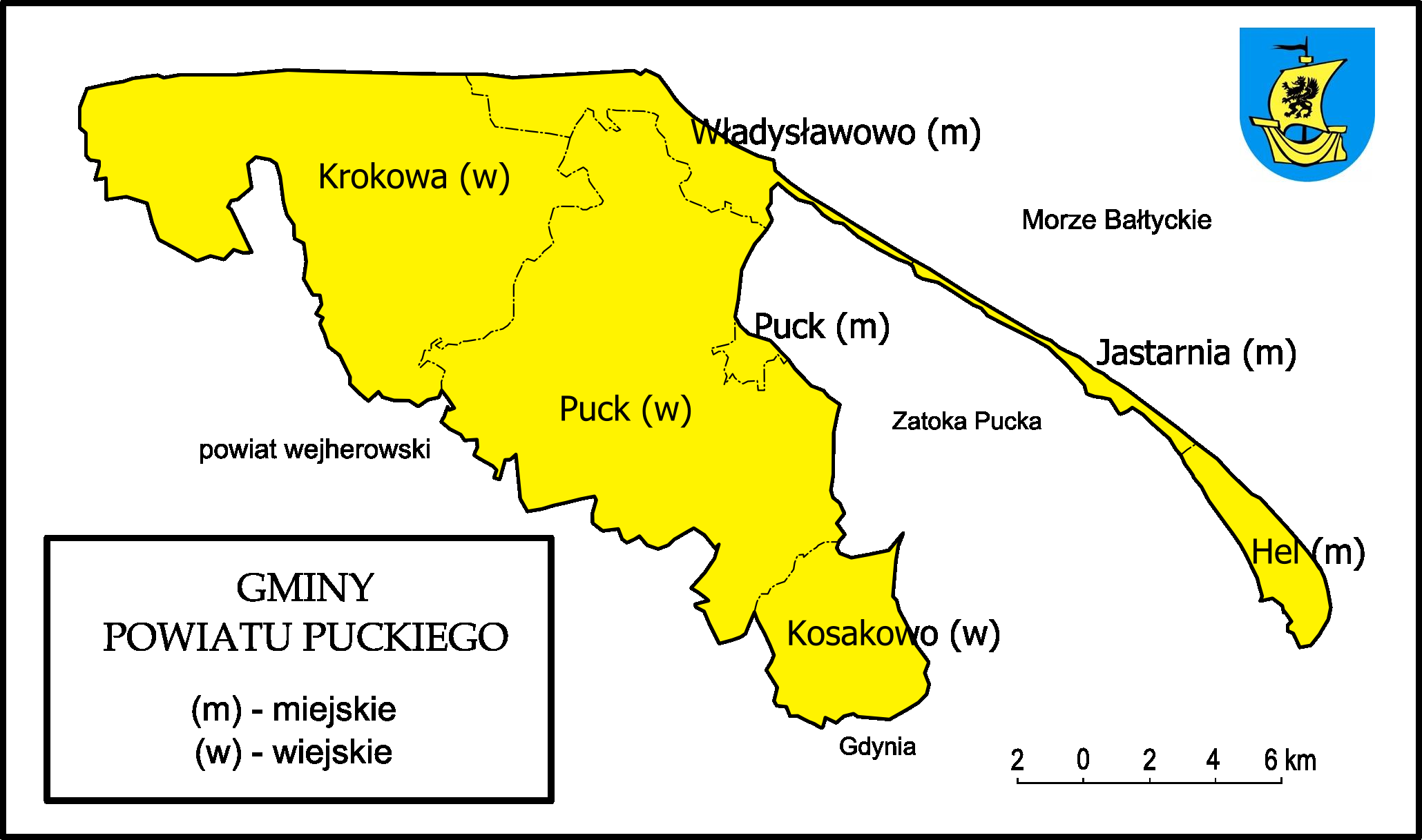
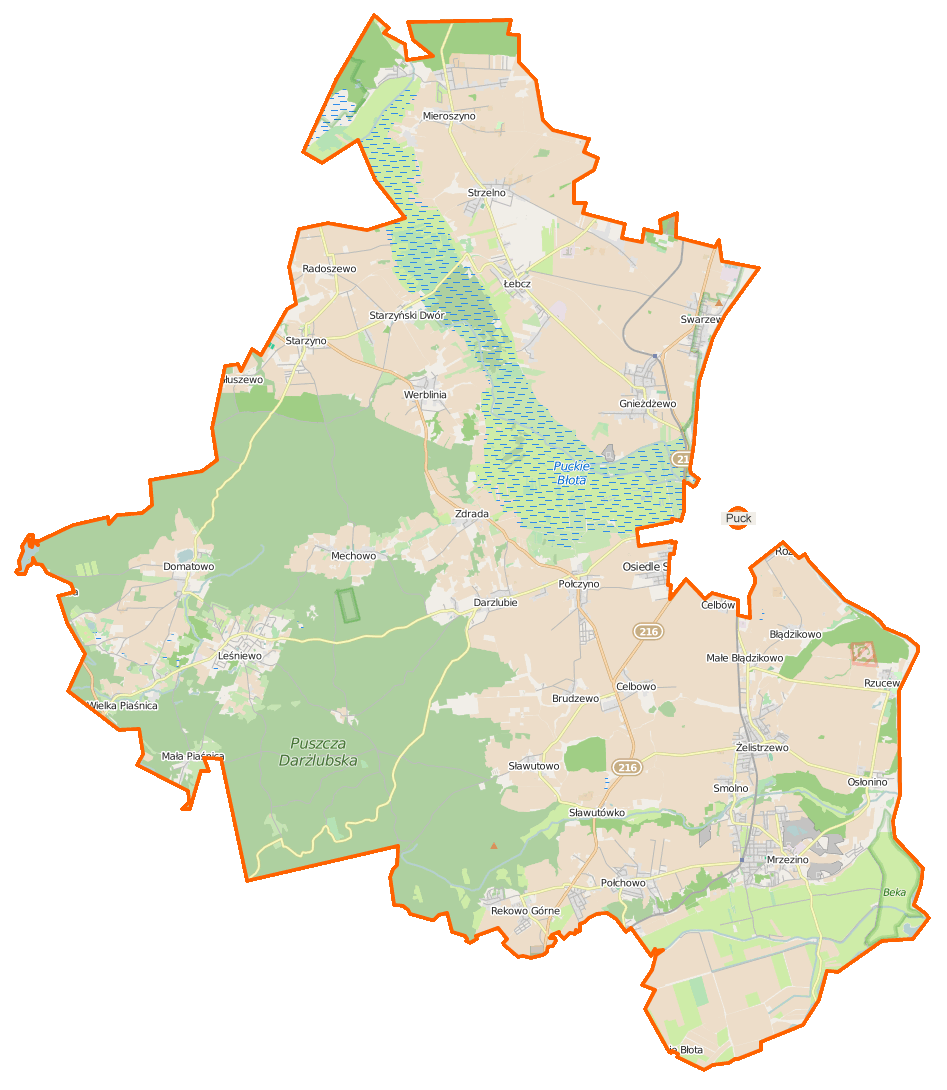